# 비스타 (프로게이머)
비스타(본명: 오효성, 2000년 10월 3일 ~ )는 대한민국의 리그 오브 레전드 프로게이머로 아이디는 Vsta이다. 포지션은 서포터이다. 현재 후쿠오카 소프트뱅크 호크스 게이밍 소속이다.

## 선수 생활
2018년 12월, 챌린저스의 브리온 블레이드에 입단했다. 하지만 1달만에 퇴단했다.
2019년 8월, 한화생명의 아카데미 팀에 입단했다.
2020시즌을 앞두고 한화생명 e스포츠의 1군팀으로 승격되었다. 2020 스프링 시즌 초반에는 원딜러로 출전했다. 서머 시즌을 앞두고 서포터로 다시 복귀했다. 서머 시즌에서는 리헨즈의 백업 선수로 활동했다.
2021시즌을 앞두고 한화생명 e스포츠의 주전 서포터로 낙점되었다. 스프링 시즌 좋은 모습을 보여주면서 팀의 포스트시즌 진출에 기여했다. 하지만 서머 시즌에서는 폼이 떨어지면서 불안한 모습을 보여주었다.
2022시즌을 앞두고 팀에 잔류했으며 팀의 주전 서포터로 낙점되었다. 스프링 시즌 초반에는 괜찮은 모습들을 보여주었으나 시간이 지나면서 점차 부진하였다. 서머 시즌에는 부진한 팀에 휩쓸리면서 좋지 못한 모습을 보였다. 2022시즌 종료 후 팀에서 퇴단했다.
2023시즌을 앞두고 후쿠오카 소프트뱅크 호크스 게이밍에 입단했다.

## 소속팀
| # | 팀명                              | 소속 기간               | 소속 리그 | 비고 |
| - | --------------------------------- | ----------------------- | --------- | ---- |
| 1 | 브리온 블레이드                   | 2018.12.11 ~ 2019.01.20 | CK        |      |
| 2 | 한화생명 e스포츠                  | 2019.12.01 ~ 2022.11.22 | LCK       |      |
| 3 | 후쿠오카 소프트뱅크 호크스 게이밍 | 2022.12.09 ~            | LJL       |      |